# Демиденко, Тит Трофимович
Тит Трофи́мович Демиде́нко (укр. Тит Трохимович Демиденко; 21 марта (2 апреля) 1891, с. Трушевцы, ныне Чигиринский район — 21 июля 1959, Киев) — украинский советский учёный-растениевод, профессор, с 1951 года — член-корреспондент АН УССР.

## Биография
В 1921 году окончил Харьковский сельскохозяйственный институт; десять лет работал в Московской сельскохозяйственной академии имени К. А.  Тимирязева.
С 1944 года ззаведовал кафедрой растениеводства Украинской сельскохозяйственной академии в Киеве; впоследствии — почётный член кафедры.
Его научные работы посвящены физиологии и агрохимическим основам питания сельскохозяйственных культур, рациональному использованию существующих и созданию новых эффективных бактериальных удобрений. В результате исследований установил критические периоды в использовании воды для определенных сельскохозяйственных культур, что позволило определить оптимальные сроки их поливов.
Награждён орденом и медалью.

## Публикации
Опубликовал более 70 его работ, в частности:
- «Терміни поступлення харчових речовин до соняшника у зв'язку із підживленням», «Доповіді АН СРСР», 1937, в соавторстве с Поповым В. П.,
- «Диференційоване харчування соняшника головними елементами», 1938, Кишинів,
- «Кореневе харчування соняшника», Краснодар, 1940, в соавторстве с Бариновой Р. А., Голле Р. А. и Голле В. П.,
- «Вплив мікроелементів на врожай та склад соняшника», 1940, «Праці Київського сільськогосподарського інституту», в соавторстве с Голле В. П.,
- «Деякі питання щодо соняшника», 1944, «Відомості АН СРСР», в соавторстве с Рухлядевой Н. М.,
- «До теорії та практики мінерального харчування цукрового буряка, соняшника та ярої пшениці», Київ, 1949,
- «Вплив способів внесення добрив на врожай сільськогосподарських культур», Київ, 1955.